# Piabucina
Piabucina és un gènere de peixos pertanyent a la família dels lebiasínids.

## Taxonomia
- Piabucina astrigata (Regan, 1903)[4]
- Piabucina aureoguttata (Fowler, 1911)[5]
- Piabucina boruca (Bussing, 1967)[6]
- Piabucina elongata (Boulenger, 1887)[7]
- Piabucina erythrinoides (Valenciennes, 1849)[1]
- Piabucina festae (Boulenger, 1899)[8]
- Piabucina panamensis (Gill, 1877)[9]
- Piabucina pleurotaenia (Regan, 1903)[10]
- Piabucina unitaeniata (Günther, 1864)[11][12][13][14][15][16][17]